# Mohamed El-Sayed Ramadan
Mohamed El-Sayed Ramadan (in arabo محمد السيد رمضان‎?; 26 luglio 1960) è un ex sollevatore egiziano che ha gareggiato nella categoria dei pesi gallo.

## Carriera
Vinse la medaglia di bronzo ai Giochi del Mediterraneo del 1983 a Casablanca. Partecipò ai Giochi olimpici di Los Angeles nel 1984, valevoli anche come campionati mondiali, classificandosi al 13º posto.
È il padre di Nahla Ramadan, anch'essa sollevatrice.